# Вулиця Каменярів (Київ)
Ву́лиця Каменярі́в — вулиця в Солом'янському районі міста Києва, місцевість Совки. Пролягає від Холодноярської до Сигнальної вулиці (продовженням вулиці слугує безіменний шлях в бік селища Жуляни).
Прилучаються Ясна вулиця (перше прилучення), провулки Мостовий, Ясний, вулиці Мостова (перше прилучення), Ясна (друге прилучення), Крутогірна, Кругла, провулок Каменярів, вулиці Мостова (друге прилучення), Сумська, Охтирська, Кринична і Заповітна.

## Історія
Початковий відрізок вулиці (від початку до провулку Каменярів) існував уже у 40-х роках XIX століття як безіменна вулиця. За офіційними ж даними, вулиця існує від 1-ї половини XX століття. Ймовірно, 1923 року (коли Совки було приєднано до Києва) дістала назву Шевченківська. Сучасний вигляд і довжина оформилися до початку 1940-х років. Сучасна назва — з 1955 року.

Пам'ятник радянським воїнам — жителям селища Совки, що загинули в роки Великої Вітчизняної війни

## Установи та заклади
- № 13-15 — Храм Різдва Пресвятої Богородиці ПЦУ. У цій церкві 4 грудня 2014 року відспівували Євгена Сверстюка.
- № 32 — Середня загальноосвітня школа № 121.
- № 32 — Комітет мікрорайону Совки.
- № 44 — Відділення зв'язку № 138.
- № 50-б — Дитячий садок № 313 «Совочки».